# Controversia del pecho de Janet Jackson en la Super Bowl
El espectáculo de medio tiempo de la Super Bowl XXXVIII, que se transmitió en directo el 1 de febrero de 2004 desde Houston, Texas, por la cadena de televisión CBS, destaca por el momento en el que un pecho de Janet Jackson —adornado con una pezonera — fue expuesto por Justin Timberlake al público espectador durante aproximadamente medio segundo. El incidente, a veces denominado Nipplegate o Janetgate, condujo a una represión inmediata y un debate generalizado sobre la indecencia percibida en la radiodifusión.
El espectáculo de medio tiempo fue producido por MTV y se centró en la campaña Elige o Pierde de la cadena (el año 2004 fue un año de elecciones presidenciales en los Estados Unidos). La exposición se transmitió a una audiencia total de 150 millones de telespectadores. Tras el incidente, la Liga Nacional de Fútbol Americano (NFL) excluyó a MTV, que también había producido el espectáculo de medio tiempo de la Super Bowl XXXV, de futuros espectáculos de medio tiempo. Además, la empresa matriz de CBS, Viacom, y sus subsidiarias, MTV e Infinity Broadcasting, aplicaron una lista negra a los sencillos y videos musicales de Jackson en muchos formatos de radio y canales de música en todo el mundo. La Comisión Federal de Comunicaciones (FCC) multó a CBS por una violación de indecencia de 27,500 dólares y la aumentó a 325,000. Finalmente, multaron a CBS con la cifra récord de 550,000 dólares por el incidente, pero finalmente fue anulada por el Tribunal de Apelaciones del Tercer Circuito en 2011, y se rechazó un caso para restablecer la multa en 2012.
El incidente fue ridiculizado tanto en los Estados Unidos como en el extranjero, y varios comentaristas opinaron que se trataba de un truco publicitario planificado. Algunos comentaristas estadounidenses, incluida la propia Jackson, argumentaron que se estaba utilizando como un medio para distraer al público de la Guerra de Irak en curso. La mayor regulación de la radiodifusión generó preocupaciones sobre la censura y la libertad de expresión en los Estados Unidos.
El cofundador de YouTube, Jawed Karim, atribuye al incidente la creación del sitio web para compartir videos. El incidente también convirtió a Janet Jackson en la persona y término más buscado de 2004 y 2005. El incidente rompió el récord de "evento más buscado en un día" en internet. Se convirtió en el momento televisivo más visto, grabado y reproducido en la historia de TiVo y "atrajo a unos 35.000 nuevos suscriptores [de TiVo] a registrarse". El término "mal funcionamiento del vestuario" se acuñó como resultado del incidente y finalmente se agregó al diccionario colegiado de Merriam-Webster .
En abril de 2021, el estilista de celebridades Wayne Scot Lukas afirmó que fue planeado por Timberlake, quien buscaba eclipsar la aparición anterior en los MTV Video Music Awards de su exnovia Britney Spears en la que esta besó a Madonna. En 2015, Lukas había declarado que no estaba al tanto de lo que pasó con Timberlake, pero en 2018, USA Today informó que se vio a Lukas comprando una pezonera con forma de sol de Byriah Dailey el fin de semana anterior a la Super Bowl, y le dijo a Dailey "Está bien, mira el espectáculo de medio tiempo. Habrá una sorpresa al final." 

## Antecedentes y desarrollo
Janet Jackson fue la elección original para actuar en el espectáculo de medio tiempo de la Super Bowl XXXVI, pero la NFL finalmente seleccionó a U2 después de que un grupo de propietarios y funcionarios de la NFL asistieran al concierto de la banda irlandesa en la ciudad de Nueva York poco después de los ataques del 11 de septiembre. En septiembre de 2003, la NFL eligió a Jackson como la artista principal del espectáculo de medio tiempo de la Super Bowl XXXVIII. Debido a que el evento se celebraba en año electoral, MTV decidió que el tema del programa se centraría en gran medida en la campaña "Elige o pierde" de la cadena, que alentaba a los espectadores más jóvenes a ser políticamente activos y registrarse para votar.
Timberlake había asistido al Rhythm Nation Tour de Jackson cuando era niño, y las enérgicas rutinas de baile y el atrevido estilo de interpretación de Jackson le habían dejado una profunda impresión. Mientras Timberlake era miembro del grupo de pop NSYNC, Jackson seleccionó a la boy band como teloneros de muchas fechas de su éxito Velvet Rope World Tour, lo que ayudó a promover y presentar al entonces relativamente desconocido grupo y a Timberlake al público mundial. Durante la gira, Jackson promovió aún más al grupo actuando con NSYNC en varias fechas, incluida la unión del grupo para un dúo a capela en directo de " Overjoyed " de Stevie Wonder. Después de la gira, Timberlake y Jackson se convirtieron en "buenos amigos", y Jackson también elogió a Timberlake. Timberlake recreó el videoclip de "That's the Way Love Goes" de Jackson con los NSYNC y se inspiró en el estilo de interpretación de Jackson. Cuando se le preguntó quién pensaba que era "la mujer más sexy del planeta", Timberlake dijo: "[...] que probablemente diría que ella". Más tarde, Timberlake le pidió a Jackson que cantara los coros en "(And She Said) Take Me Now", una canción de su álbum debut como solista Justified.
En otro golpe de efecto pactado, en el Live Aid 1985, Mick Jagger le arrancó la minifalda a Tina Turner, que continuó bailando en body, al final de su actuación conjunta en ese macroconcierto benéfico que generó amplia publicidad en los medios.

## Incidente
Durante el espectáculo de medio tiempo en la Super Bowl XXXVIII, Jackson interpretó una mezcla de éxitos, comenzando con "All for You", "Rhythm Nation" y un breve extracto de "The Knowledge". El invitado sorpresa Timberlake apareció luego en el escenario para interpretar a dúo su canción "Rock Your Body" con Jackson. La actuación contó con varios movimientos de baile sugerentes de ambos cantantes. Cuando Timberlake llegó a su línea final de "Rock Your Body" ("Te voy a desnudar al final de esta canción"), arrancó una parte del disfraz de Jackson; el movimiento reveló el pecho derecho de Jackson, adornado con una pezonera en forma de sol, durante menos de un segundo, luego de lo cual la transmisión de CBS inmediatamente cortó a una toma amplia del escenario para un efecto pirotécnico, y luego a una vista aérea del Reliant Stadium.

## Respuestas
El descubrimiento del pecho de Jackson durante la actuación de la Super Bowl se denominó un "mal funcionamiento del vestuario".
Después del espectáculo, tanto MTV como CBS se disculparon por el incidente y afirmaron que no tenían conocimiento previo de que el dúo de Jackson y Timberlake implicaría desnudez parcial. El director ejecutivo de MTV, Tom Freston, afirmó en una entrevista con la agencia de noticias Reuters que la exposición fue un truco orquestado por Jackson. Sin embargo, un representante de MTV confirmó que el desgarro del disfraz fue conceptualizado por el personal de MTV, pero agregó que la desnudez no era el resultado previsto. El incidente fue criticado públicamente por el comisionado de la NFL, Paul Tagliabue, el presidente de la FCC, Michael Powell, y el vicepresidente ejecutivo de la NFL, Joe Browne. Un documental de MTV de una hora de duración titulado "Making the Super Bowl Halftime Show" como parte de su serie Making the Video fue retirado del programa antes de que pudiera transmitirse.
El representante de Jackson explicó el incidente y dijo: "Se suponía que Justin quitaría el bustier de goma para revelar un sujetador de encaje rojo. La prenda se cayó y su pecho se reveló accidentalmente". Según Rolling Stone, CBS exigió a Jackson que se disculpara públicamente por el incidente. Jackson lanzó un video de disculpa en el que dijo: "La decisión de revelar un disfraz al final de mi actuación en el espectáculo de medio tiempo se tomó después de los ensayos finales. MTV lo desconocía por completo. No era mi intención que llegara tan lejos como llegó. MTV, CBS, [y] la NFL no tenían conocimiento de esto en absoluto y, desafortunadamente, todo salió mal al final. Me disculpo con cualquier persona ofendida, incluida la audiencia, MTV, CBS y la NFL". En declaraciones a USA Today, Jackson dijo que se sentía humillada de que decenas de millones de personas vieran su pecho expuesto, pero que no sentía que la indignación estuviera justificada. Con respecto a la reacción violenta continua, ella respondió: "Quién sabe. . . Tal vez se enojen por algo que hago en mi programa, pero al menos no será nuevo para mí, ya que ya pasé por todo esto. Pero me siento muy segura de que las cosas van a salir bien. Todo sucede por una razón."
Más tarde, Jackson discutió brevemente el incidente en Good Morning America y el Late Show with David Letterman. El atuendo de Jackson fue diseñado por el famoso diseñador Alexander McQueen, y Jackson comentó más tarde: "No lo culpo, no lo rasgó. Alexander es tan bueno en lo que hace, es un genio". En enero de 2018 se reveló que Jackson le pidió a Marcello Garzón que modificara el atuendo de cuero que llevó a Houston para usar durante el espectáculo y firmó un acuerdo de confidencialidad antes de modificar la prenda.
En una entrevista con el Herald Sun de Australia, el productor Jimmy Jam reveló que Jackson consideró escribir una canción sobre el incidente para su álbum Damita Jo. 
Michael Musto de The Village Voice comentó sobre la reacción de los medios ante el incidente, diciendo: "Janet se convirtió en una Juana de Arco simbólica para quemar en la hoguera. De hecho, creo que su pecho se usó como una táctica de distracción, no estoy seguro de distraer la atención de Irak específicamente, pero sí distrajo de cuestiones importantes, de cosas por las que realmente deberíamos estar horrorizados. La historia recibió una cantidad indebida de atención cuando el hecho es que nadie ha probado cómo su pecho dañó a alguien". Hablando con Robert Tannenbaum de Blender Magazine, Jackson mostró puntos de vista fuertes, aunque cautelosos, sobre las reacciones, reiterando su vergüenza por quedar expuesta, pero argumentó que no tenía sentido quejarse de una parte del cuerpo de una mujer mientras sucedían eventos mundiales tan sombríos como la guerra y la enfermedad. Jackson declaró la reacción a la exposición accidental como "contradictoria", y señaló que ocurría en una época en la que los anuncios comerciales de cerveza y Viagra son "muy sexuales" y "prácticamente omnipresentes". Jackson también dijo que el percance "no fue intencionado", sino un "accidente de vestuario", y también comentó sobre algunos medios de comunicación que editaron su disculpa grabada, diciendo: "A veces cortan que dije que fue un accidente. . . Eso es lo que hacen los medios, así son porque quieren que se cuente de otra manera.” En la revista Glamour, Jackson exclamó: "Es difícil creer que hay una guerra y una hambruna en el mundo y, sin embargo, la gente le dio tanta importancia a los pechos. La gente dijo que se hizo intencionadamente para vender discos. ¿Sabes que? Nunca he hecho un truco. ¿Por qué harías eso si tu álbum saldrá dos meses después? No tiene sentido". En los meses siguientes, Jackson se sintió abrumada por la hostilidad hacia ella. "La gente piensa que soy inmune a que me hiera lo que se dice. Me hacen preguntas que me sorprenden. No todo el mundo es tan fuerte y las palabras pueden matar. La gente te presiona y empiezas a pensar ¿puedo manejar esto? Pero sé que puedo."
Inmediatamente después del incidente, Timberlake no se disculpó por su acción y le dijo a Access Hollywood: "Hey, nos encanta darles algo de qué hablar". Más tarde, Timberlake emitió un comunicado en el que decía: "Lamento que alguien se sintiera ofendido por el mal funcionamiento del vestuario durante el medio tiempo de la Super Bowl. No fue intencionado y es lamentable.” Timberlake también abordó el incidente en los Premios Grammy la semana siguiente y dijo: "Sé que ha sido una semana difícil para todos. Lo que ocurrió fue involuntario, completamente lamentable y me disculpo si están ofendidos". Timberlake concedió una entrevista adicional en el evento de los Grammy y declaró: "Todo lo que pude decir fue: 'Oh, Dios mío. Oh, Dios mío. La miré. Subieron una toalla al escenario. La taparon. Estaba completamente avergonzado y simplemente salí del escenario lo más rápido que pude. Estoy frustrado por toda la situación. Estoy frustrado de que mi persona esté siendo cuestionada".

### Teorías de desvío de los medios
Jackson sospechó motivos ocultos en la reacción de los medios y expresó: "Fue el momento perfecto para desviar la atención de la gente de otras cosas. Eso es lo que pasa, y me pasó a mí.”  Comentarios de Michael Rich, director del Centro de Medios y Salud Infantil de Harvard; Jay Rosenthal, abogado de Recording Artists Coalition; y Simon Renshaw del grupo de gestión The Firm expresaron sentimientos similares. El episodio de Boston Legal "Let Sales Ring" mostró el incidente como una distracción, retratando a una corporación de noticias usando el percance para llamar la atención sobre otros eventos importantes en los medios. Daniel Kreps de Rolling Stone opinó: "Para la FCC, el Nipplegate brindó la oportunidad de restaurar el orden y flexionar el poder que les quedaba. Frente a los estándares de transmisión laxos para la televisión por cable y la radio por satélite, así como la anarquía absoluta de Internet, la FCC se empeña en preservar la decencia común en el ámbito familiar de la televisión en red. . . Mientras las secuelas del Nipplegate comienzan a desvanecerse, la FCC continuará llevando su antorcha durante la próxima media década". Cynthia Fuchs de PopMatters declaró: "Le corresponde a los productores y consumidores de televisión centrar su atención en "noticias" significativas, en lugar de las distracciones diarias que ofrecen los políticos, los artistas, los publicistas profesionales y los periodistas. Janet no es esa persona que ves en la televisión. Y tampoco nadie más.”

### La respuesta de Powell
Una década después del incidente, el expresidente de la FCC, Michael Powell, dio su primera entrevista sobre la actuación de Jackson y dijo que Jackson fue tratada injustamente y que la controversia, incluida su propia reacción, fue completamente exagerada. Powell dijo: "Creo que ha pasado el tiempo suficiente para decirles que tuve que poner mi mejor versión de indignación. Parte de eso fue surrealista, ¿verdad? Mire, creo que fue una tontería que sucediera, y ellos conocían las reglas y estaban coqueteando con ellas, y mi trabajo es hacer cumplir las reglas, pero, ya sabe, '¿En serio? ¿Es esto lo que vamos a hacer?⁠" Powell también dijo que el tratamiento de Jackson, quien fue criticada por causar "un truco escandaloso", fue injusto y comentó que Timberlake no recibió la misma reacción. "Personalmente pensé que eso era realmente injusto", dijo. "Todo se volcó sobre ella. En realidad, si disminuyes la velocidad, es Justin arrancándole la coraza".

## Reacción pública

### Estados Unidos
En los Estados Unidos, la exposición del pecho de Jackson por parte de Timberlake atrajo enorme atención de los medios y titulares. El incidente a veces se denominaba "Nipplegate" (Pezón gate). El grupo de vigilancia de los medios socialmente conservador Parents Television Council (PTC) emitió un comunicado condenando el espectáculo de medio tiempo y pidió a los miembros de PTC que presentaran quejas por indecencia ante la FCC. Además, la FCC recibió cerca de 540 000 quejas de estadounidenses, y la PTC se atribuyó la responsabilidad de alrededor de 65 000 de ellas. (En su apelación ante el Tribunal de Apelaciones del Tercer Circuito, CBS cuestionó cuántas de las quejas fueron presentadas por espectadores individuales no organizados). Los columnistas L. Brent Bozell III (fundador de Parents Television Council) y Phyllis Schlafly también expresaron críticas al programa de medio tiempo en sus columnas semanales. El senador demócrata Zell Miller de Georgia, tanto en el Senado de los Estados Unidos como en una editorial en Salon.com, denunció el espectáculo de medio tiempo como un ejemplo de la moralidad en declive en Estados Unidos. El día inmediatamente posterior a la Super Bowl, el entonces presidente de la FCC, Michael Powell, ordenó una investigación sobre el espectáculo. Sin embargo, una encuesta de Associated Press realizada casi tres semanas después encontró que aunque el 54% de los adultos estadounidenses consideraron desagradable la exposición, solo el 18% apoyaba la investigación de la FCC. El director de cine Spike Lee, hablando en la Universidad Estatal de Kent en Stark el 3 de febrero, calificó el incidente como un "nuevo punto bajo" en el entretenimiento. El candidato presidencial demócrata Howard Dean calificó la investigación de la FCC de "tonta" y comentó: "Creo que la FCC probablemente tiene muchas otras cosas que deberían estar investigando".
La controversia de la Super Bowl también fue tema de humor en los programas de entrevistas nocturnos. Por ejemplo, el programa Late Show with David Letterman de CBS se burló del incidente durante toda la semana posterior. El día después de la Super Bowl, el presentador David Letterman bromeó diciendo que "estaba feliz de ver que esto sucedía". ... porque significaba que por una noche no era el idiota más grande de CBS". Al día siguiente, también bromeó diciendo que el presidente George W. Bush había formado un "Departamento de Seguridad de Vestuario" para evitar más fallos en el vestuario. El 4 de febrero, Letterman abrió su monólogo bromeando sobre tener un mal funcionamiento del vestuario y se refirió al incidente en la lista de los diez mejores de esa noche. La aparición de Jackson en el Late Show el mes siguiente aumentó los índices de audiencia del programa en un 20% con respecto al inicio habitual del programa entre semana. Larry King también dijo que Jackson le dio en broma un par de tirantes con agujeros abiertos alrededor de los pezones y comentó: "Los usé una vez, eran monos". 
El espectáculo de medio tiempo siguió siendo tema de discusión en 2005. El periódico de parodia The Onion publicó un artículo principal el 26 de enero de 2005 titulado "Los niños estadounidenses siguen traumatizados un año después de ver un seno parcialmente expuesto en la televisión". El objetivo satírico del artículo era la reacción de la nación al incidente más que el incidente en sí. El 1 de febrero de 2005, exactamente un año después del espectáculo de medio tiempo, la PTC publicó un informe titulado MTV Smut Peddlers: Targeting Kids with Sex, Drugs, and Alcohol, cubriendo la programación de MTV durante la semana del 20 al 27 de marzo de 2004, acusando a MTV de promover irresponsablemente el sexo, las drogas y el alcohol entre los jóvenes impresionables. En respuesta al informe, la ejecutiva de la cadena MTV, Jeannie Kedas, argumentó que el informe "subestima el intelecto de los jóvenes y su nivel de sofisticación". El 6 de febrero, el columnista del The New York Times, Frank Rich, argumentó que la censura en la televisión se estaba volviendo más frecuente después del incidente. Los ejemplos que citó incluyeron la edición de lenguaje obsceno en PBS de ciertos programas como el drama terrorista británico Dirty War y más de 60 emisoras afiliadas a ABC (incluidas las propiedades de Sinclair Broadcast Group, EW Scripps Company, Hearst-Argyle Television y Cox Broadcasting) negándose a transmitir Saving Private Ryan debido a las blasfemias que prevalecen a lo largo de la película. (Esta última, que más tarde sería dictaminada por la FCC para no violar las regulaciones, se transmitiría por cable después para evitar controversias.) La serie Playmakers de ESPN también fue cancelada luego del incidente. Un anuncio comercial de Budweiser, que mostraba a un hombre abriendo una bebida contra el peto del atuendo y rasgándolo al tirar, estaba destinado a transmitirse durante la Super Bowl XXXIX del año siguiente, pero se retiró antes de su transmisión.

### Canadá
En Canadá, donde la Super Bowl fue transmitida por Global Television Network, el incidente transcurrió en gran medida sin controversia: solo unos 50 canadienses se quejaron del incidente ante el Consejo Canadiense de Normas de Transmisión (CBSC). La CBSC recibió aproximadamente el doble de quejas sobre otros aspectos de la transmisión, incluida la música y los problemas publicitarios (aunque ya se esperaban algunas quejas sobre el contenido canadiense, problemas de simultaneidad que impedían ver los anuncios estadounidenses populares, que es un problema común entre los espectadores canadienses del evento hasta el día de hoy). El profesor Robert Thompson, director del Centro para el Estudio de la Televisión Popular de la Universidad de Syracuse, declaró: "Sé que muchas personas en otros países se rascan la cabeza y piensan '¿Qué demonios es ese gran alboroto allí?'" 

### Nueva Zelanda
Los medios de comunicación de Nueva Zelanda retransmitieron el momento del "pezón" (algunos en cámara lenta) con comentarios explicando que los ultraconservadores estadounidenses habían convertido el incidente en una gran controversia. El periódico más grande de la nación, el New Zealand Herald, publicó un artículo de opinión de un neozelandés que vivía en Estados Unidos  detallando su desconcierto con sus amigos estadounidenses, quienes habían expresado su indignación al ver un pezón mientras apoyaban la invasión de Irak por parte de su país y eran fanes del programa de televisión Sex and the City .

### Acciones legales
El 4 de febrero, Terri Carlin, una banquera residente en Knoxville, Tennessee, presentó una demanda colectiva contra Jackson y Timberlake en nombre de "todos los ciudadanos estadounidenses que presenciaron la escandalosa conducta". La demanda alegó que el espectáculo de medio tiempo contenía "actos sexualmente explícitos diseñados únicamente para obtener publicidad y, en última instancia, para aumentar sus ganancias". La demanda buscaba daños punitivos y compensatorios máximos de los artistas intérpretes o ejecutantes. Carlin luego retiró la demanda. Tres meses después, Eric Stephenson, un abogado de Farmington, Utah, presentó una demanda de 5.000 dólares en un tribunal de reclamos menores contra Viacom por publicidad engañosa del espectáculo de medio tiempo de la Super Bowl, ya que él, padre de tres niños pequeños, afirmó que antes la publicidad del juego lo llevó a creer que el espectáculo consistiría en bandas de música, globos y una celebración patriótica. La demanda fue rechazada porque Stephenson debería haber presentado una demanda o queja federal ante la FCC, que ya estaba investigando el espectáculo de medio tiempo.
America Online, el proveedor de servicios de Internet que patrocinó el espectáculo de medio tiempo, exigió la devolución de los aproximadamente 7,5 millones de dólares estadounidenses que pagó para patrocinar y publicitar el evento. Sin embargo, ningún otro anunciante de la Super Bowl inició demandas similares.
El incidente desencadenó una serie de multas que la FCC impuso poco después del Super Bowl, alegando que el contexto del "mal funcionamiento del vestuario" tenía la intención de "complacer, excitar y conmocionar a los espectadores" porque sucedió dentro de la letra de la interpretación de Rock Your Body : "Date prisa porque estás tardando demasiado ... Te desnudaré al final de esta canción". Además, la FCC citó un artículo de noticias en el sitio web de MTV ( MTV.com ) que afirmaba que el espectáculo de medio tiempo prometería "momentos impactantes" y que "los funcionarios de CBS y MTV estaban muy conscientes de la naturaleza sexual general del dúo Jackson/Timberlake, y lo sancionó por completo; de hecho, lo promocionó como 'impactante' para atraer a los posibles espectadores". CBS, sin embargo, argumentó que la exposición no fue planeada, aunque en declaraciones posteriores CBS afirmó que si bien la exposición no fue planeada por CBS, fue planeada deliberadamente por Timberlake y Jackson "independientemente y clandestinamente". El 22 de septiembre de 2004, la FCC multó a Viacom con la pena máxima de 27.500 dólares estadounidenses por cada una de las 20 cadenas de televisión propiedad de CBS (incluidos los satélites de WFRV en Green Bay, WCCO en Minneapolis y KUTV en Salt Lake City ; actual propiedad de CBS y La emisora operada por KOVR en Sacramento en ese momento era propiedad de Sinclair Broadcast Group ) por una multa de un total de US $ 550,000, la más grande jamás impuesta contra una emisora de televisión en ese momento.  Sin embargo, el Parents Television Council  e incluso algunos de los comisionados de la FCC criticaron a la Comisión por multar solo a 20 estaciones de CBS, no a todas, por el espectáculo de medio tiempo. El 66% de los que respondieron a una encuesta de la revista Time de marzo de 2005 creían que la FCC reaccionó de forma exagerada al espectáculo de medio tiempo al multar a CBS. 
El 24 de noviembre de 2004, Viacom pagó 3,5 millones de dólares estadounidenses para resolver las denuncias de indecencia pendientes y declaró que impugnaría la sanción de 550.000 dólares estadounidenses relacionada con el incidente, con el argumento de que la transmisión no fue intencionada y, por lo tanto, estaba exenta de la regulación por indecencia. En marzo de 2006, la FCC afirmó que el espectáculo de medio tiempo del Super Bowl fue indecente, por lo que CBS pagó la multa emitida por la FCC en julio de 2006 para apelar la multa ante un tribunal federal. CBS apeló la multa el 17 de septiembre ante el Tribunal de Apelaciones del Tercer Circuito de EE. UU. en Filadelfia .
El 21 de julio de 2008, el Tribunal de Apelaciones del Tercer Circuito falló a favor de CBS, anulando la multa de la FCC con el argumento de que la aplicación implicó una desviación significativa de la práctica anterior que no se emitió como un cambio de política claro. Sin embargo, el 4 de mayo de 2009, la Corte Suprema anuló y devolvió el caso al Tercer Circuito para su reconsideración a la luz de la sentencia Federal Communications Commission v. Fox Television Stations (2009) .
El 2 de noviembre de 2011, el Tribunal del Tercer Circuito dictaminó 2-1 que su decisión anterior era correcta, citando que la transmisión era legal según la política vigente en ese momento de la FCC de permitir la indecencia "fugaz" en las ondas de radio, y que era injusto para la FCC cambiar la política retroactivamente. El 29 de junio de 2012, la Corte Suprema rechazó una apelación de la FCC.

## Otras controversias

### Comerciales
Antes de la transmisión, CBS rechazó el anuncio para la Super Bowl de MoveOn.org Bush in 30 seconds porque se consideró demasiado controvertido. CBS declaró que tenía una política de "décadas de antigüedad" de rechazar anuncios sobre "temas controvertidos de importancia pública", aunque MoveOn denunció que las redes habían aceptado previamente anuncios similares de otros grupos. La transmisión de la Super Bowl contenía numerosos anuncios comerciales de medicamentos para la disfunción eréctil y anuncios de la marca Bud Light de Anheuser-Busch en los que aparecía un caballo que flatulaba y un perro que atacaba los genitales masculinos; sin embargo, no aparecieron anuncios con carga política durante la transmisión. CBS, que también tenía los derechos de la Super Bowl XLIV, más tarde transmitió un comercial durante ese juego con el entonces mariscal de campo de los Florida Gators, Tim Tebow, y su madre refiriéndose discretamente a sus puntos de vista contra el aborto . El anuncio, patrocinado por Focus on the Family, recibió una controversia similar. En una política ordenada por la liga destinada a limpiar las ondas de radio de dichos anuncios, la NFL prohibió ese tipo de comerciales de las transmisiones de la Super Bowl (la liga terminó una relación publicitaria con Levitra en marzo de 2007 como patrocinador oficial de la liga).
En enero de 2005, Fox, la cadena que transmitió la Super Bowl XXXIX bajo el contrato de cadena alterna de la NFL, rechazó un anuncio del medicamento para el resfriado Airborne que mostraba brevemente las nalgas desnudas del veterano actor Mickey Rooney .

### Exhibicionismo
Momentos después del incidente de Jackson yTimberlake, Mark Roberts se sumó al polémico medio tiempo corriendo por el campo desnudo excepto por un tanga unido a la mitad de una pelota de fútbol en miniatura. Parte del exhibicionismo de Roberts se transmitió en los Estados Unidos antes de que los jugadores de ambos equipos lo abordaran, lo que permitió que la seguridad del estadio y la policía detuvieran a Roberts.

### Otros artistas
Además de la exposición de Jackson, se creó una controversia menor cuando el rapero Nelly interpretó su canción "Hot in Herre" cuando un grupo de bailarinas de respaldo se quitaron la capa superior de sus disfraces, revelando pantalones muy cortos y camisetas muy pequeñas debajo. Kid Rock apareció cubierto con una bandera estadounidense rasgada, que luego arrojó hacia los espectadores. El senador estadounidense Zell Miller se quejó de que el atuendo de Kid Rock era una profanación de la bandera estadounidense.

## Consecuencias y efectos

### Censura y regulación en la radiodifusión
El sitio web Soap Opera Central especuló que las consecuencias de este incidente pueden haber tenido un efecto sutil en la televisión diurna . Ciertos programas televisivos de tarde mostraban regularmente parejas románticas; poco antes de la Super Bowl, las telenovelas de Procter & Gamble As the World Turns y Guiding Light habían llegado incluso a presentar desnudez masculina de espaldas durante las escenas sexuales. Después de la controversia de la Super Bowl, el comisionado de la FCC, Michael J. Copps, declaró que era hora de tomar medidas enérgicas contra el contenido sexual inapropiado en la televisión diurna e indicó que estaba revisando si las telenovelas estaban violando las prohibiciones de indecencia de la agencia. En The NewsHour con Jim Lehrer, el corresponsal de NewsHour, Tom Bearden, informó sobre extractos de las audiencias contemporáneas sobre la regulación de la decencia en las transmisiones.
Otros dos eventos deportivos importantes celebrados tras la Super Bowl  también cambiaron sus respectivos espectáculos de medio tiempo luego del incidente. En la Pro Bowl, que se jugaría el 8 de febrero en el Aloha Stadium de Hawái, el cantante JC Chasez, miembro de la boy band 'N Sync al igual que Timberlake, cantaría el Himno Nacional antes del partido e interpretaría su exitosa canción " Blowin ". 'Me Up (with Her Love) ' en el medio tiempo . Sin embargo, la NFL no permitió que Chasez actuara debido al contenido sexualmente sugerente de su canción elegida (a pesar de que el juego fue transmitido por ESPN, que no está bajo el control de contenido de la FCC ya que es una red de cable, y por lo tanto, solo autorregula el contenido como un servicio respaldado por anunciantes), reemplazándolo con bailarines tradicionales hawaianos de hula. La All-Star de la NBA de 2004 también cambió su actuación, a pesar de ser transmitida por TNT (que no está sujeta a las regulaciones de contenido de la FCC como una red de cable), y la intérprete en el medio tiempo Beyoncé interpretó " Crazy in Love " en lugar de " Naughty Girl ", ya que temían que incitara a la controversia dado su contenido sexual. Jackson asistió al juego y se vistió de manera conservadora. Las cadenas que iban a transmitir la 46.ª entrega de los Premios Grammy (CBS) y la 76.ª entrega de los Premios de la Academia (ABC), eventos en directo programados para el 8 y el 29 de febrero respectivamente, mejoraron sus demoras de transmisión para adaptarse a la edición de video inapropiado además del audio.
Guiding Light eliminó la desnudez de un episodio que ya había sido grabado. Una semana después, el productor ejecutivo del programa, John Conboy, fue despedido y reemplazado por Ellen Wheeler . Las nueve cadenas de telenovelas estadounidenses comenzaron a imponer una regla no escrita de evitar cualquier tipo de escenas subidas de tono para adultos y, en los meses siguientes, los editores de la revista de telenovelas Soap Opera Digest escribieron sobre cómo la televisión diurna estaba perdiendo atrevimiento. NBC también reeditó una escena de un episodio de su drama médico ER donde los paramédicos estaban llevando a una anciana al hospital, y su pecho podía verse en el contexto de su lesión y tratamiento. Incluso tan tarde como el Día de los Veteranos de 2004, 65 emisoras afiliadas a ABC se adelantaron a la presentación en red sin cortes de la película Saving Private Ryan por preocupaciones sobre el contenido violento de la película y las regulaciones de la FCC. Benjamin Svetkey de Entertainment Weekly citó a L. Brent Bozell III y Peggy Noonan asociando la anticipación masiva de la película con el incidente del espectáculo de medio tiempo. El desfile de modas anual de Victoria's Secret se canceló ese año como reacción al incidente.
Un consorcio de emisoras (que incluía a Viacom) y la RIAA presentaron una petición sobre un fallo de indecencia de la FCC, con respecto a los insultos fugaces pronunciados por Bono de U2 al aceptar un premio en la 60ª edición de los Globos de Oro en 2003. Argumentó que la FCC había implementado un estándar "que le permitiría censurar todo tipo de cosas, todo lo que se considerara blasfemo, grosero o vulgar", y observó que muchas emisoras de radio, especialmente las de música rock, se habían autocensurado eliminando canciones de sus bibliotecas, para que no infrinjan la regulación más estricta.  Clear Channel Communications eliminó al locutor de radio Howard Stern de varias de sus emisoras de radio más populares un mes después del incidente, citando el contenido obsceno del programa de Stern. La FCC multó a Clear Channel por contenido supuestamente indecente en el programa de radio Bubba the Love Sponge . Como resultado del incidente, algunos canales establecieron regulaciones que exigen demoras de hasta cinco minutos para transmisiones en directo, como entregas de premios y eventos deportivos. A fines de 2004, la Cámara de Representantes de los Estados Unidos aprobó un proyecto de ley para aumentar la multa máxima de la FCC de dichos 27.500 dólares a 500.000 dólares por infracción; el Senado de los Estados Unidos votó para reducirlo a 275.000 dólares por incidente, con un tope de 3 millones por día. En junio de 2006, las dos cámaras conciliaron las diferencias en los niveles de multas, y establecieron una multa de 325.000 dólares por infracción de la Ley de aplicación de la decencia en la radiodifusión de 2005 .
El incidente también provocó un control más estricto sobre el contenido por parte de los propietarios y gerentes de radio y televisión. Viacom, en el centro de la controversia, también empleó al controvertido Howard Stern en su división de radio (en ese momento llamada Infinity Broadcasting ). Se dice que la expansión del control sobre el contenido es un factor que contribuyó a que Stern se alejara de la radio terrestre y se dirigiera a Sirius Satellite Radio, y a veces se le acredita como la figura de los medios más responsable de introducir una nueva era en la radio. También se informó que algunos programas de premios para adolescentes en el verano de 2004 también habían eliminado la mayoría del contenido sexual y profano que se había percibido como un elemento básico en tales transmisiones de premios anteriormente, incluidos los Teen Choice Awards de Fox y los MTV Video Music Awards. El autor Frederick S. Lane declaró en una entrevista con John Eggerton de la revista Broadcasting & Cable que la controversia en torno al espectáculo de medio tiempo fue la inspiración principal para su libro de 2006 The Decency Wars: The Campaign to Cleanse American Culture, que explica las controversias morales en los medios de comunicación estadounidenses a lo largo de los años.
Comenzando con la Super Bowl XXXIX en 2005, el espectáculo de medio tiempo comenzó a ser producido por Don Mischer Productions y White Cherry Entertainment; esos espectáculos invitaron a artistas clásicos de rock que interpretaron principalmente canciones de las décadas de 1970 y 1980 (con la notable excepción de Bruce Springsteen y la E Street Band interpretando su sencillo de 2008 " Working on a Dream " durante el espectáculo de medio tiempo de la Super Bowl XLIII en 2009). Esta práctica terminó después de la Super Bowl XLIV en 2010; con la Super Bowl XLV en 2011, la actuación de medio tiempo volvió a contener artistas pop actuales.
En 2012, durante el espectáculo de la Super Bowl XLVI, la rapera MIA señaló con el dedo medio durante su actuación. Ese incidente generó comparaciones con la exposición del seno de Janet Jackson en el espectáculo ocho años antes. The Associated Press afirmó que la gente se enteró de lo que hizo MIA solo cuando aparecieron informes en los medios y citó al crítico de televisión James Poniewozik : "No tenía idea de lo que ella hizo hasta que NBC emitió una disculpa por ello". NBC desdibujó toda la pantalla aunque un segundo demasiado tarde para oscurecer a MIA señalando con el dedo. La NFL finalmente demandó a MIA por 1,5 millones de dólares por incumplimiento de contrato . La demanda se resolvió en agosto de 2014 y los términos del acuerdo se mantuvieron privados.  Significativamente, solo se presentaron 222 denuncias por el incidente.

### Retransmisiones deportivas
El deporte se vería muy afectado por la polémica. Tres semanas después, NASCAR endureció las sanciones por el uso de lenguaje o gestos inapropiados, incluidas multas mayores, pérdida de puntos (si ocurría en una entrevista posterior a la carrera o después de que el piloto perdiera una carrera), expulsión de un equipo de la carrera, o penalizaciones de vuelta (si estaba en carrera) bajo la regla "perjudicial para NASCAR" del circuito. Johnny Sauter fue multado con 10.000 dólares y 25 puntos una semana después de que entrara en vigor la nueva regla por lenguaje obsceno en una entrevista. Más tarde, en 2004, Dale Earnhardt Jr. recibió una penalización de 25 puntos y una multa de 50.000 dólares cuando usó una obscenidad después de ganar las 500 Millas de EA Sports de 2004 en Talladega Superspeedway . Perdió el liderato después de ese incidente y perdió el campeonato por 100 puntos. En 2007, Tony Stewart recibió una sanción similar después de usar una obscenidad en una entrevista posterior a la carrera luego de su victoria en Brickyard 400 . Kyle Busch, en noviembre de 2010, fue multado con 25.000 dólares por un gesto obsceno captado en ESPN, junto con una sanción de dos vueltas en carrera, ya que el gesto estaba dirigido a un oficial de NASCAR.
La NFL también fue objeto de algunas controversias menores sobre sus transmisiones. La FCC recibió una queja sobre la transmisión por televisión de Fox de un juego de playoffs en enero de 2005 entre los Green Bay Packers y los Minnesota Vikings ; el denunciante alegó que el jugador de Minnesota Randy Moss, quien anotó un touchdown, aparentemente hizo movimientos que parecían un calvo a los espectadores. Sin embargo, la FCC negó la denuncia porque Moss estuvo completamente vestido en todo momento y sus gestos se mostraron solo durante unos segundos, lo que garantizaba que la exhibición no fue indecente; el comentarista del juego Joe Buck también condenó inmediatamente el acto (y además, Moss fue multado por la NFL). El 13 de enero de 2007, durante la cobertura de Fox de un partido de playoffs de la NFL entre los New Orleans Saints y los Philadelphia Eagles, la cámara pasó a las gradas y captó durante cuatro segundos una camiseta con las palabras " Fuck DA EAGLES" que vestía una espectadora. Esto provocó una reacción violenta del Consejo de Televisión de Padres, que presentó quejas ante la FCC.
Durante la transmisión en directo de NBC de la Super Bowl XLIII el 1 de febrero de 2009, el quinto aniversario del incidente original, la transmisión analógica de la afiliada KVOA-TV (la transmisión de alta definición de la cadena no se vio afectada) en Tucson de Comcast, El sistema de Arizona fue interrumpido por una señal desconocida, con un extracto de una película transmitida por el canal de cable para adultos Shorteez trasmitiéndose durante 30 segundos a los suscriptores locales de Comcast justo después de que Larry Fitzgerald anotó su touchdown en el último cuarto para llevar a los Cardenales a una ventaja de 23-20. Luego, se mostraron 10 segundos de un segmento de los créditos finales de ClubJenna (que, al igual que Shorteez, es propiedad de Playboy Enterprises ). Comcast ofreció un crédito de 10 dólares a los clientes que afirmaron haber visto el incidente, y la Comisión Federal de Comunicaciones investigó la causa del incidente. ¡MI! El columnista en línea Josh Grossberg declaró: "Esto casi nos hace sentir nostalgia por los días del Nipplegate".

### Elecciones presidenciales de 2004
Frederick S. Lane argumentó en su libro de 2006 The Decency Wars que la controversia del espectáculo de medio tiempo del Super Bowl influyó en el enfoque principal en los "valores morales" y la "decencia de los medios" en las primarias del Partido Demócrata de 2004 . Jackson afirmó que los medios de comunicación utilizaron el incidente como una distracción para los bajos índices de aprobación del presidente George W. Bush y la guerra de Irak, con Bush y la primera dama Laura Bush dando comentarios públicos sobre el incidente en lugar de centrarse en otros temas.

### Impacto en Jackson
El director ejecutivo de Viacom, Les Moonves, ordenó que los sencillos y videos musicales de Janet Jackson fueran incluidos en la lista negra de todas sus propiedades, incluidas CBS, MTV y su grupo de emisoras de radio Infinity Broadcasting. Jackson tenía la intención de aparecer en la 46ª entrega de los premios Grammy, que se celebraría la semana siguiente y sería televisada por CBS, pero su invitación fue retirada debido al incidente. Jackson originalmente estaba programada para aparecer como presentadora de un tributo a Luther Vandross, interpretado por Celine Dion, Richard Marx y Alicia Keys, y fue elegida debido a su colaboración previa con Vandross en el éxito número uno " The Best Things in Life Are Free". ". Según la revista People, Jackson "había sido programada para hablar antes del galardón, pero estaba siendo presionada para retirarse con gracia, o enfrentarse a no ser invitada", antes de que luego se le prohibiera por completo asistir. Sin embargo, a Timberlake todavía se le permitió asistir y actuar en el evento. Tanto a Jackson como a Timberlake se les retiró inicialmente la invitación y luego se les volvió a invitar con la condición de que accedieran a disculparse públicamente. También se pidió a la mayoría de los artistas en la ceremonia que comentaran sobre el incidente de Jackson. El antiguo productor de Jackson, Jimmy Jam, durante una fiesta previa a los Grammy. "La última vez que hablé con ella al respecto, estaba en el aire", dijo Jam a CNN. "Ella estaba literalmente sentada en la cerca sobre si iba a venir o no, o si iba a sentarse y mirarlo en la televisión".
Jackson también había sido elegida para interpretar a Lena Horne en una película sobre la vida de la cantante y activista, que sería producida por ABC, pero se vio obligada a renunciar luego del incidente de la actuación. Una estatua de Mickey Mouse con el icónico atuendo "Rhythm Nation" de Jackson se colocó en el parque temático Walt Disney World el año anterior para honrar el legado de Jackson, pero se retiró luego de su controvertida actuación. Un portavoz de Disney dijo: "Teniendo en cuenta toda la controversia que generó [la actuación], lo hablamos durante un par de días y decidimos que sería mejor reemplazar la de ella por una nueva".
La inclusión en la lista negra afectó la promoción del primer álbum de Janet Jackson lanzado desde el incidente de Damita Jo, su octavo álbum de estudio. La mayoría de las críticas del álbum, incluidas las de AllMusic, la BBC, Entertainment Weekly, The Guardian y The New York Times, se centraron en la reacción negativa que sufrió Jackson como resultado del incidente, pero dieron críticas favorables al álbum en sí. A pesar de la lista negra, Damita Jo fue un éxito y obtuvo la certificación Platino, vendió más de tres millones de copias en todo el mundo y también recibió una nominación al Grammy. Sencillos del álbum como " Just a Little While " y " All Nite (Don't Stop) " alcanzaron el número 1 en la lista Hot Dance Club Songs . Aunque recibió una recepción positiva, el incidente también afectó el desempeño de los siguientes álbumes 20 YO y Discipline debido a la lista negra. Sin embargo, 20 YO logró vender más de 1,5 millones de copias en todo el mundo, fue certificado Platino en los EE. UU. y recibió una nominación al Grammy. Además, " Feedback " alcanzó el top 20 de éxitos pop en el Billboard Hot 100, vendiendo un millón de copias en todo el mundo. Los lanzamientos posteriores " Make Me " alcanzaron su punto máximo en Hot Dance Club Songs y entre los 20 mejores a nivel internacional; " Nada " alcanzó el número 1 en las listas de pop digital y videos musicales, también considerado para una nominación al Oscar .
En su primera entrevista desde el incidente, Jackson apareció en Late Show with David Letterman de CBS el 29 de marzo de 2004, lo que aumentó las calificaciones del programa en más del 20%. En abril de 2004, Jackson se burló de sí misma en una aparición en Saturday Night Live, primero mientras interpretaba a Condoleezza Rice en una parodia, respondiendo nerviosamente a una pregunta al exponer su seno derecho (que fue pixelado por NBC), y nuevamente al ver un simulado video casero de su infancia en el que la parte superior de su traje de baño se desprendió en una piscina infantil, llamándolo un "mal funcionamiento del traje de baño". Un portavoz de la NBC dijo que Jackson llevaba un sujetador debajo de la blusa durante la parodia. Durante una actuación en Good Morning America de ABC, la cadena promocionó la aparición de Jackson como su "primera actuación en vivo desde la Super Bowl", insinuando la posibilidad de un valor impactante. En 2006, durante una entrevista en The Oprah Winfrey Show, Jackson confirmó su afirmación de que el escándalo del Super Bowl fue un accidente.

### Impacto en Timberlake
La revista People declaró que se refirió a Timberlake como "el hombre de teflón" en la 46ª entrega anual de los premios Grammy porque el incidente no lo afectó como a Jackson. La cobertura de los medios minimizó abrumadoramente el papel de Timberlake, en gran parte lo mencionó solo de pasada, si es que lo mencionó. En una entrevista de 2006 con MTV, Timberlake dijo que, en comparación con la gran reacción violenta que sufrió Jackson, él mismo recibió solo alrededor del 10% de la culpa; y acusó a la sociedad estadounidense de ser "más dura con las mujeres" e "injustamente dura con las personas étnicas". Antes de los planes para la actuación en la Super Bowl, Jackson y Timberlake habían discutido la posibilidad de grabar un dúo para el álbum Damita Jo de Jackson, así como una supuesta colaboración para un álbum de Quincy Jones, aunque ninguna de los dos llegó a buen término. En noviembre de 2013, Timberlake interpretó una versión de "Let's Wait Awhile" de Jackson en The 20/20 Experience World Tour antes de hacer la transición a una de sus canciones, que se consideró una señal de afecto o disculpa a Jackson.
Los comentaristas de los medios afirmaron que Jackson fue tratada con demasiada dureza por los medios y el público, mientras que la carrera de Timberlake no se vio muy afectada por el incidente. Shannon L. Holland en Women's Studies in Communication argumentó que la reacción de los medios después del incidente se centró desproporcionadamente en Jackson, "representándola como una Jezabel contemporánea en la que su otredad racial y de género a menudo se yuxtapone con la 'normalidad' de la masculinidad blanca de Timberlake. Es decir, ella emergió en un discurso público como la principal (si no única) instigadora del acto lascivo, una intrigante seductora que manipuló a Timberlake para su propio beneficio económico". Rob Sheffield de Rolling Stone declaró: "Justin no es exactamente el Sr. Lealtad: dejó totalmente a Janet Jackson para que tomara la delantera después de la Super Bowl". ¡MI! Online también comentó: "Timberlake no perdió tiempo en culpar a Jackson por el incidente. Y, por supuesto, la mujer asume la culpa a pesar de que el hombre la desnudó. Patéticamente típico." Un reportero de VH1 dijo que "Justin Timberlike todavía es mirado de reojo por dejarla de lado".
Un observador afirmó: "A pesar de su 'mal funcionamiento del vestuario', por lo que creemos que Justin Timberlake no fue castigado tan severamente, Janet ofreció un espectáculo bastante sorprendente". The New York Times señaló que "después de que su pecho derecho eclipsara la Super Bowl, la primera dama la criticó, los ejecutivos de los medios la vilipendiaron y la abandonó su co-conspirador, Justin Timberlake; los comentaristas menos excitables sugirieron que era simplemente una mujer astuta con un truco publicitario para promocionar un nuevo álbum". Los padres de Jackson, Joe y Katherine Jackson, también expresaron su preocupación por que Timberlake no apoyó a Janet después del incidente y comentaron: "Lo que no nos gustó es que no había una sola persona en ese escenario, había dos personas. Después de un tiempo, solo estaba Janet Jackson. Eso es todo lo que había. Janet Jackson", añadiendo "Janet no abrió esa cosa ella misma. Él lo hizo. Nos sorprendió que no le dijeran nada a Justin al respecto".
A Timberlake finalmente se le daría una "segunda oportunidad", siendo invitado de nuevo al espectáculo de medio tiempo de la Super Bowl cuando fue nombrado acto principal del espectáculo de medio tiempo de la Super Bowl LII en febrero de 2018. Durante su actuación, Timberlake volvió a cantar una parte de "Rock Your Body", pero se detuvo justo antes de llegar a la letra "Gonna have you nude by the end of this song", diciendo "¡Espera! ¡Alto!" y sonriendo, como referencia al incidente de 2004.
El 12 de junio de 2009, en una entrevista con Entertainment Weekly, Timberlake declaró que su mayor arrepentimiento de la década fue no haber defendido más a Janet Jackson después de la reacción violenta de los medios. “Desearía haber apoyado más a Janet. No me arrepiento de haberme disculpado, pero desearía haber estado allí más tiempo para Janet”, dijo.
El 12 de febrero de 2021, después de la reacción violenta en las redes sociales tras la emisión del documental Framing Britney Spears, Timberlake se disculpó públicamente tanto con Britney Spears como con Janet Jackson en una publicación de su página de Instagram, prometiendo "asumir la responsabilidad" y que "puedo hacerlo mejor y lo haré mejor."

## En la cultura popular
La cantante pop Katy Perry parodió el incidente de Jackson en el video musical de su sencillo " Last Friday Night (TGIF) " durante una escena en la que el pecho de Perry queda expuesto accidentalmente en un evento escolar. El incidente de Jackson también se recrea en el video musical " Ass Like That " de Eminem . La controversia y la naturaleza sexual en torno a la interpretación de Miley Cyrus de " We Can't Stop " y " Blurred Lines "/" Give It 2 U " con el artista invitado Robin Thicke en los MTV Video Music Awards de 2013 se comparó con la actuación de Jackson con Timberlake en el evento de la Super Bowl.
Varios artistas comenzaron a utilizar el término "mal funcionamiento del vestuario" al describir públicas exposiciones o desnudez, o atuendos reveladores, accidentales o amañados. El uso frecuente del término también llevó a numerosos medios de entretenimiento a compilar varios "malos funcionamientos de vestuario" de celebridades, con Jackson incluida en las listas como el ejemplo más famoso y creador del término.
En el episodio del 10 de abril de 2004 de Saturday Night Live, Darrell Hammond, como el vicepresidente Dick Cheney, le dice a Janet Jackson como Condoleezza Rice que debería mostrar su pecho ante los espectadores del 11 de septiembre. Parece que lo hizo, con su pecho pixelado, pero NBC dijo que Jackson llevaba sujetador.
Justin Timberlake hizo referencia al incidente cuando arrancó parte del atuendo de Kristen Wiig durante una aparición en Saturday Night Live en 2009. El episodio de Family Guy " PTV " fue escrito como una parodia de las estrictas medidas y regulaciones de la FCC luego de la controversia sobre la actuación de Jackson en el espectáculo de la Super Bowl. Una escena del episodio que involucra la representación ficticia de una reacción extrema al actor David Hyde Pierce que tiene un mal funcionamiento del vestuario en los premios Emmy también fue una recreación y una referencia al incidente. Se hace referencia nuevamente a la actuación de Jackson en una breve escena en la que Peter Griffin está vestido con el atuendo de Jackson en el espectáculo y Justin Timberlake expone su pecho durante el número musical "The Freaking FCC". La canción en sí se presentó cuando Lois llamó a la FCC en respuesta a las payasadas del programa de televisión de Peter. El episodio recibió nominaciones al premio Primetime Emmy y al premio Annie por su tema. La actuación de Jackson también inspiró el episodio de South Park " Good Times with Weapons ". En el episodio, los creadores del programa llaman la atención sobre la reacción innecesaria de los medios y el público a la breve exposición de Jackson mientras ignoran o aceptan actos extremos de violencia durante una escena en la que el público se indigna cuando se ve a Eric Cartman desnudo y con un "mal funcionamiento del vestuario" en escenario, mientras que el personaje Butters Stotch es ignorado aunque está sangrando y gravemente herido. Varios programas de concursos también han mencionado la actuación de Jackson.
Varios presentadores en entregas de premios han hecho referencia al incidente, incluida Anna Nicole Smith en la primera entrega anual de los MTV Australia Video Music Awards, Dave Chappelle en los MTV Video Music Awards y la cantante Alanis Morissette en los Juno Awards, comentando: "Es inquietante y curioso ver qué salió de eso. Todos somos seres sexuales, y si no lo dejamos salir orgánicamente, nos reprimimos. Si reprimimos la ira, se convierte en depresión. Si reprimimos nuestra sexualidad, se convierte en pornografía y violación . Pensar que el país estaba escandalizado por un pezón.”  El comediante Russell Brand hizo referencia al incidente cuando presentaba los MTV Video Music Awards de 2008 y dijo: "Casi puedo garantizar un desliz en la Super Bowl al estilo de Janet Jackson".

## Legado
El incidente de la actuación convirtió a "Janet Jackson" en el término, evento e imagen más buscado en la historia de Internet. Más tarde, Jackson fue incluida en la edición de 2007 del Libro Guinness de los récords como "Lo más buscado en la historia de Internet" y el "Artículo de noticias más buscado". También rompió el récord de "evento más buscado en un día". 'Janet Jackson' también se convirtió en el término y la persona más buscados de 2004 y también del año siguiente. También estableció un récord por ser el momento más visto, grabado y reproducido en TiVo. Un representante de la compañía declaró: "Los chicos de medición de audiencia nunca habían visto algo así. Los gráficos de reacción de la audiencia parecían un electrocardiograma". Monte Burke de la revista Forbes informó: "[e]l momento fugaz atrajo a unos 35.000 nuevos suscriptores [de TiVo] a registrarse". El incidente de medio tiempo de la Super Bowl de Janet también acuñó la frase "mal funcionamiento del vestuario", que luego se agregó oficialmente al Diccionario de inglés Webster en 2008. Inmediatamente después del incidente, Entertainment Weekly declaró que "las emisoras de radio se apresuraron a agregar el nuevo sencillo de Jackson, "Just a Little While" a las listas de reproducción el lunes después del incidente [. . . ] y USA Today informó que las joyerías y los estudios de piercing estaban viendo un mayor interés de los clientes en las pezoneras plateadas con forma de sol".
Los cofundadores de YouTube, Jawed Karim, Steve Chen y Chad Hurley, revelaron que su frustración por no poder encontrar fácilmente un video del incidente les sirvió de inspiración para la creación de YouTube. El lanzamiento de Facebook comenzó tres días después del incidente, en un posible intento de capitalizar su publicidad a través de las entonces nacientes redes sociales.
Rolling Stone declaró que la actuación de Jackson en la Super Bowl "es, de lejos, el momento más famoso en la historia del espectáculo de medio tiempo de la Super Bowl". PopCrush calificó la actuación como "uno de los momentos más impactantes de la cultura pop", así como un "momento totalmente inesperado e inolvidable". Gawker clasificó la actuación entre las más recientes de los "10 programas que hicieron avanzar el sexo en la televisión", y comentó que "tenía todos los elementos de una gran historia" y "en cuestión de segundos el mundo buscó imágenes furtivamente", y concluyó que "sigue siendo tan omnipresente, es imposible mirar una pezonera con forma de estrella sin pensar en "Janet Jackson"". ¡MI! Online lo clasificó entre los diez momentos de celebridades más impactantes de las dos décadas anteriores. Un estudio de los momentos más impactantes de la televisión de los últimos 50 años realizado por Sony Electronics y Nielsen Television Research Company clasificó la actuación de Jackson en la Super Bowl en el puesto 26. El incidente fue el único evento de la Super Bowl en la lista y el evento musical y de entretenimiento más importante, aparte de la muerte de Whitney Houston. TV Guide Network lo clasificó en el puesto número 2 en una lista especial de 2010 de los "25 errores en televisión más grandes". Complex declaró: "Es el ciudadano Kane de los deslices televisados, tan inesperado y en un escenario tan grande que nada más se le acercará. Si Beyoncé sacara ambos senos y montara un espectáculo de marionetas con ellos cuando actue este año en Nueva Orleans, calificaría como la segunda exhibición más impactante. El pezón derecho extrañamente ornamentado de Janet es una leyenda viviente, al igual que la reacción de terror de Justin Timberlake". El canal de música Fuse lo catalogó como el espectáculo de la Super Bowl más controvertido, diciendo que "la actuación reveladora sigue siendo (y seguirá siendo para siempre) la cosa más loca que jamás haya sucedido en un espectáculo de medio tiempo. Casi inmediatamente después del incidente, la FCC recibió una avalancha de quejas de padres que solo querían que sus hijos disfrutaran de tres horas agradables y saludables de hombres adultos que se infligían daño y dolor duradero por deporte. Los espectáculos de medio tiempo nunca volverían a ser los mismos". Patrick Gipson de Bleacher Report lo clasificó como el número 1 en su lista de los "momentos más asombrosos de la última década", afirmando que Janet "cambió el panorama de la televisión en directo para siempre". Gipson explicó: "Impulsó a un millón de madres a cubrir los ojos de sus niños, padres e hijos que saltan de sus asientos en estado de shock y numerosas sanciones por parte de la Comisión Federal de Comunicaciones, incluida una multa de 550,000 dólares contra CBS. Hablo acerca de un espectáculo de medio tiempo que será difícil de superar". El incidente también fue declarado "el espectáculo de medio tiempo de la Super Bowl más memorable de la historia", así como "el más controvertido", y agregó que "no se puede hablar de este espectáculo, ni de ningún espectáculo de medio tiempo posterior de aquí a la eternidad, sin mencionar el mal funcionamiento del vestuario".
El estudio de producción con sede en la ciudad de Nueva York Left/Right comenzó a desarrollar un documental sobre el incidente con The New York Times, y FX y el servicio hermano Hulu dijeron que lo transmitirían por televisión y streaming respectivamente, poco después de que las cuatro entidades colaboraran en Framing Britney Spears  El documental, Malfunction: The Dressing Down of Janet Jackson, se estrenó el 19 de noviembre de 2021, nueve meses después de Framing Britney Spears.